# Stasiowe

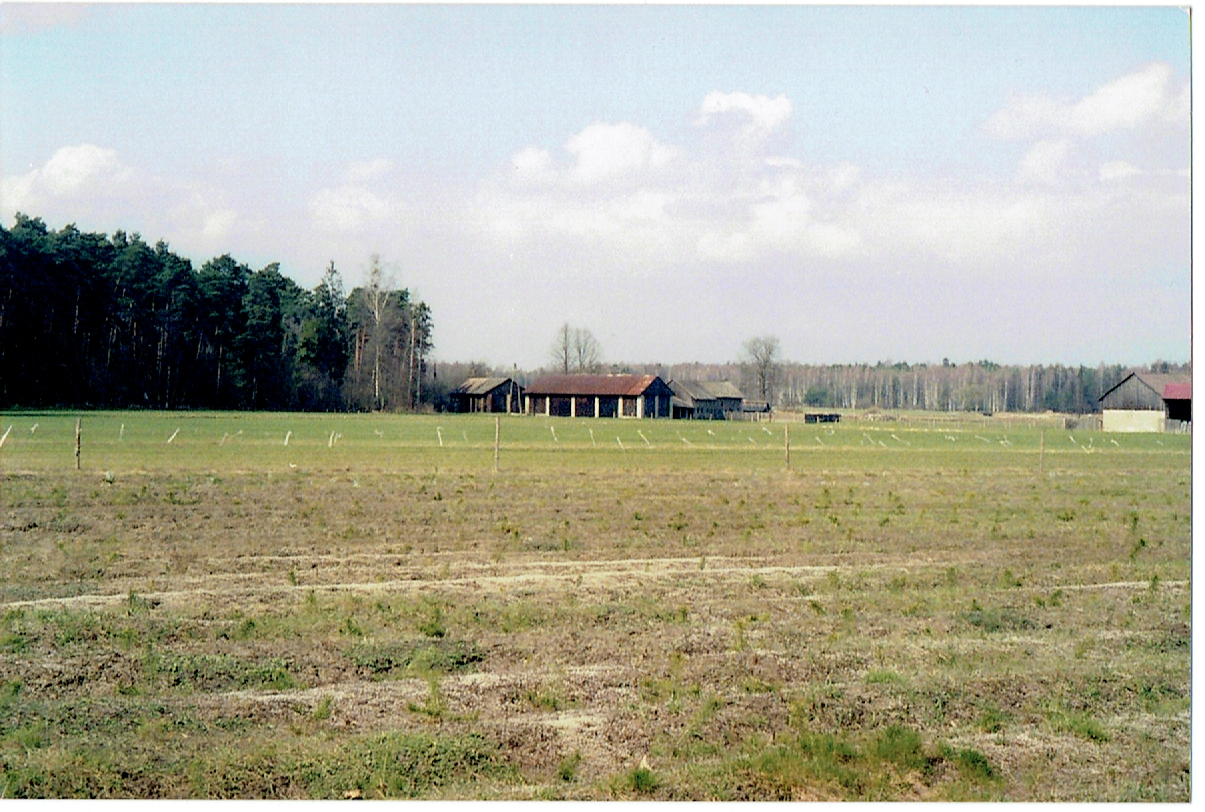
Gospodarstwa w Stasiowym

Stasiowe – przysiółek nad Liswartą, kiedyś kuźnica, administracyjnie należy do Zborowskiego. Nazwa przysiółka pochodzi od imienia Staś.

## Położenie
Stasiowe znajduje się w województwie Śląskim, w powiecie Lublinieckim i w gminie Ciasna. Obecna nazwa to Zborowskie ul. Stasiowa. 

## Historia
Powstało w 1830 roku jako Staschowe. W 1845 nazwa została zmieniona na Stasiowe. W 1936 nazwa została ponownie zmieniona, tym razem na Grenzwinkel. Po II wojnie światowej do dziś obowiązuje nazwa Zborowskie ul. Stasiowa. 

## Obecnie
Przez Stasiowie przebiega szlak turystyczny im. Józefa Lompy. W miejscowości znajduje się 9 gospodarstw, a w nich mieszka ok. 20 ludzi.